# Arthrolytus megaspilus
Arthrolytus megaspilus är en stekelart som först beskrevs av Walker 1874.  Arthrolytus megaspilus ingår i släktet Arthrolytus och familjen puppglanssteklar. Inga underarter finns listade.